# Fabien Saridjan
Fabien Saridjan (5 giugno 1985) è un calciatore francese, centrocampista del Baco.

## Carriera

### Nazionale
Ha debuttato in Nazionale il 17 novembre 2007, in Figi-Nuova Caledonia (3-3). Ha partecipato, con la Nazionale, alla Coppa delle nazioni oceaniane 2008. Ha collezionato in totale, con la maglia della Nazionale, due presenze.